# Liretta
Die Liretta, auch Lireta, war ein sogenanntes Leichtgewicht, das kleine oder leichte Pfund und wurde für feinere Waren, wie beispielsweise Seide, Indigo, Wachs und Spezereien, verwendet. Das Maß war verbreitet in Bergamo (Lombardei) und im Kanton Tessin. Mit Libretta wurde es als Gewichtsmaß in der österreichischen Lombardei benannt. Das Maß war auch für den Kleinhandel gerechnet und galt als leichtes Pfund. Zweitname war auch Liretta.
Darüber hinaus trug eine Silbermünze in Italien diese Bezeichnung.

## Masseneinheit
- 1 Liretta = 12 Unzen = 325,128 Gramm[1] oder 326,013 Gramm[2] oder 330 7/20 Gramm[3]
- 25 Lirette = 1 Rubbio oder Peso sottile
- Tessin 1 Liretta = ⅜ Libbra grosso (schweres Pfund)
- Crema 1 Libretta = 267 4/9 Gramm[4]

Der Unterschied zwischen dem leichten und schweren Pfund war die Anzahl der gleichgewichtigen Unzen (12 = 32).

## Münze
Die italienische Silbermünze, bezeichnet wie das Gewicht mit Liretta, auch Lireta, teilte sich in:
- 1 Liretta = ½ Lira = 10 Soldi = 120 Denari[3]